# Hillsdale (Illinois)
Hillsdale è un villaggio degli Stati Uniti d'America, situato nello Stato dell'Illinois, nella contea di Rock Island.